# Erich Hückel

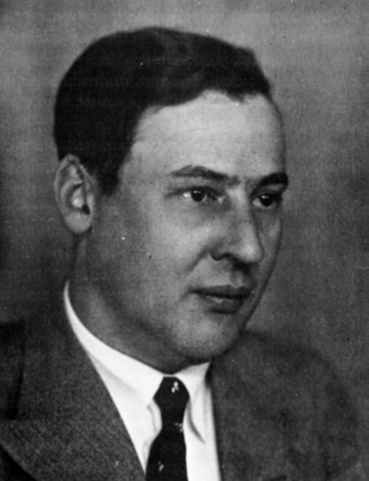
Erich Hückel

Erich Armand Arthur Joseph Hückel, född 9 augusti 1896 i Berlin, död 16 februari 1980, var en tysk fysiker och fysikalisk kemist. 

## Biografi
Hückel var professor i teoretisk fysik I Marburg. Han är främst känd för att tillsammans med Peter Debye ha skapat Debye-Hückel-teori, som är ett sätt att beräkna aktivitetskoefficienter i elektrolyter, och Hückelmetoden för att studera pi-bindningar teoretiskt. Hans arbete omfattar bl. a. aromatiska molekylers elektronstruktur samt kvantmekanisk behandling av omättade molekyler.